# AllMusic
AllMusic, vroeger de All Music Guide of AMG geheten, is een gegevensbank met informatie over muziek en eigendom van All Media Network. De All Music Guide werd opgericht in 1991 door Michael Erlewine met als doel een muziekgids voor consumenten te maken. De eerste gids verscheen in 1992. De gegevensbank wordt veel gebruikt bij verkooppunten in cd- en platenwinkels en onlinewinkels die muziek verkopen.
Naar eigen zeggen had de website in 2015 9,5 miljoen bezoekers per maand.
De gegevensbank bestaat uit:
- basismetadata: namen, genres, credits, informatie over auteursrecht, productnummers, etc.
- beschrijvende inhoud: tones, moods, etc.
- relationele inhoud: vergelijkbare artiesten en albums, invloeden, etc.
- redactionele inhoud: biografieën, recensies, hitlijsten, etc.

De inhoud van AllMusic wordt samengesteld door een professionele staf die zorgt voor de gegevensinvoer en inhoudelijke materie. Er zijn meer dan 900 muziekrecensenten bij betrokken die de albums recenseren en biografieën schrijven. De website is van reclamebanners voorzien.